# Ворон (шхуна)
«Ворон» (во время службы в РОПиТ «Мореходец») — пароход РОПиТ, а затем парусно-винтовая шхуна Черноморского флота Российской империи. Во время службы в составе РОПиТ судно использовалось в качестве товарного парохода, в составе российского флота принимало участие в русско-турецкой войне 1877—1878 годов, в том числе в операции флота под Сулином, а также использовалась как стационер в Сулине. После возвращения в состав судов РОПиТ использовалось в качестве баржи.

## Описание судна
Пароход, а затем парусно-винтовая шхуна с железным корпусом водоизмещением 900 тонн. Длина судна составляла 57,3 метра, ширина — 8,69 метра, а осадка 2,95 метра. На шхуне была установлена одна вертикальная двухцилиндровая паровая машина простого расширения компании Stabilimento Tecnico Triestino мощностью 40 номинальных лошадиных сил, что составляло 120 индикаторных лошадиных сил, и один цилиндрический паровой котёл, в качестве движителя помимо парусов использовался один гребной винт. Скорость судна могла достигать 7 узлов. Вооружение судна во время службы в составе флота по сведениям из различных источников могло состоять либо из трёх 153-миллиметровых и двух 107-миллиметровых орудий, либо из трёх 6,03-дюймовых пушек образца 1867 года.
В течение всего времени службы шхуны в составе Российского императорского флота в 1877 и 1878 годах её командиром служил капитан-лейтенант А. И. Юнг.

## История службы
Пароход был заложен на стапеле верфи  Stabilimento Tecnico Triestino в Сан-Рокко в 1867 году, спущен на воду в 1868 году и в октябре того же года был принят в состав судов РОПиТ в качестве товарного парохода под именем «Мореходец». 7 (19) сентября 1877 года пароход был арендован в Одессе у РОПиТ Морским ведомством, переоборудован в шхуну, вооружён и под именем «Ворон» включён в состав Черноморского флота России.

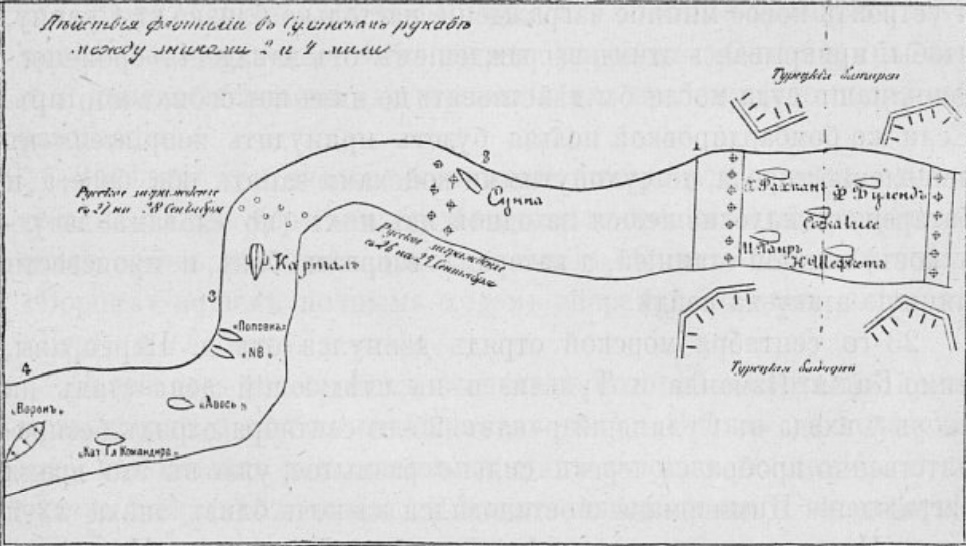
Действия отряда И. М. Дикова под Сулином

Шхуна принимала участие в русско-турецкой войне 1877—1878 годов. В составе отряда, включавшего помимо шхуны пароход «Сестрица» и три минных катера, ушла из Одессы на Дунай, где 6 (18) сентября 1877 года все корабли в качестве усиления присоединились к Нижнедунайскому отряду под командованием капитан-лейтенанта И. М. Дикова. В составе отряда принимала участие в операции флота под Сулином.
По прибытии в Килийский рукав Дуная корабли отряда расположились в протоке Черняева в районе села Переправа. 23 сентября (5 октября) шхуна в состав отряда выдвинулась от Переправы и, пройдя мимо Килии, Измаила и Тульчи, на следующий день прибыла к входу в Сулинский рукав. 25 сентября (7 октября) суда отряда преодолели заграждение Циммермана и остались на ночёвку у знака 33 мили, а на следующий день перешли к 16 миле, где начались работы по установке мин. Во время постановки минных заграждений шхуна «Ворон» находилась в резерве, однако 27 сентября (9 октября) 1877 года во время атаки на отряд турецкого парохода «Картал» и канонерской лодки «Сунна» во главе отряда из трёх шхун под командованием капитан-лейтенанта И. М. Дикова выдвинулась навстречу неприятелю и вступила с ним в перестрелку. Во время боя неприятельский пароход отступил, а канонерская лодка «Сунна» налетела на одну из поставленных мин и затонула. Однако бой на этом не закончился и продвинувшиеся на 3 мили вперёд суда отряда вступили в перестрелку с подоспевшими турецкими броненосцами «Хивзи-Рахман» и «Мукадем-Хаир», которая возобновилась на следующий день 28 сентября (10 октября). В результате артиллерийского огня с борта шхуны броненосец «Хивзи-Рахман» получил серьёзные повреждения, второй турецкий броненосец также был повреждён огнём судов отряда.
В связи с тем, что суда отряда не обладали достаточной огневой мощью для уничтожения неприятельских судов, а от бомбардировки города под прикрытием минных заграждений пришлось отказаться по международным соображениям, 29 сентября (11 октября) командир отряда получил приказ не продолжать операцию и возвращаться. На рассвете 30 сентября (12 октября) вместе со всем отрядом шхуна покинула боевые позиции и ушла от Сулина. По состоянию на 1 (13) января 1878 года шхуна находилась на Дунае в составе отряда под командованием капитана 1-го ранга Н. И. Казнакова.
После войны с 1 (13) мая по 13 (25) декабря 1878 года совершала плавания по Дунаю и в Чёрном море, использовалась в качестве стационара в Сулине и выходила в заграничное плавание. При этом в кампанию этого года на шхуне держал свой брейд-вымпел командир Нижнедунайской флотилии капитан 1-го ранга Н. И. Казнаков. 30 ноября (12 декабря) 1878 года шхуна была возвращена владельцу.
В 1889 году возвращённая владельцу шхуна была переоборудована в баржу.